# Osama Malik
Osama Malik (* 30. September 1990 in Adelaide) ist ein australischer Fußballspieler.

## Werdegang
Malik, Sohn eines Sudanesen und einer Australierin, debütierte 2008 für die Adelaide Raiders im Erwachsenenbereich. Zur Saison 2008/09 wurde er von Adelaide United für die neu geschaffene National Youth League verpflichtet; zu seinen beiden einzigen Pflichtspieleinsätzen für das Profiteam in dieser Saison kam er bei der FIFA-Klub-Weltmeisterschaft 2008, als er gegen Gamba Osaka und al Ahly Kairo eingewechselt wurde.
In der Saisonpause absolvierte er einige Partien für Adelaide Galaxy in der South Australian Super League, der höchsten Spielklasse des Bundesstaates South Australia. Zur Saison 2009/10 unterschrieb er einen Vertrag beim A-League-Expansion-Team North Queensland Fury, nachdem eine Vertragsverlängerung bei Adelaide United ungewiss war.
Anfang 2011 kehrte er zu Adelaide United zurück.